# Liparis emarginata
Liparis emarginata är en orkidéart som beskrevs av Leonid Vladimirovitj Averjanov. Liparis emarginata ingår i släktet gulyxnen, och familjen orkidéer.
Artens utbredningsområde är Vietnam. Inga underarter finns listade i Catalogue of Life.